# Народна канцеларија у Старој Црној Гори
Народна канцеларија у Црној Гори је основана 1803. године за вријеме владавине Петра I, а користила се за вођење администрације. На њеном челу је био секретар. Он је морао бити школован. Од њега се тражило и да зна бар неки страни језик и да има извјесно политичко искуство. Дјелокруг његовог рада је био доста широк: водио је митрополитову преписку не само на домаћем терену већ и са иностранством; бавио се финансијама, издавао путне исправе; писао и упућивао писма и позиве за судске расправе са главарима. Секретари су уредно водили администрацију и остављали копије докумената. У канцеларију се није улазило са оружјем. Најпознатији секретар Петра Цетињског је био Сима Милутиновић Сарајлија, будући учитељ владике Петра II. Народна канцеларија је функционисала и за вријеме Петра II.